# Tobey Maguire
Tobey Maguire, właśc. Tobias Vincent Maguire (ur. 27 czerwca 1975 w Santa Monica) – amerykański aktor i producent filmowy, występował w roli Petera Parkera w serii filmów o Spider-Manie.

## Życiorys
Urodził się w Santa Monica, w stanie Kalifornia jako syn Wendy (z domu Brown), sekretarki i Vincenta Maguire’a, kucharza. Jego rodzice mieli wtedy 20 i 18 lat, a ich związek trwał jeszcze tylko dwa lata, przez co był głównie wychowywany przez swoją matkę. Nie mieli stałych środków utrzymania, dlatego przeprowadzali się z miasta do miasta. Miał przyrodnie rodzeństwo: ze związku ojca dwóch braci – Vincenta Jr. (ur. 1973) i Timothy’ego (ur. 1984) oraz ze związku matki dwóch braci: Jopaula Van Eppa (ur. 1991) i Westona Eppa (ur. 1994).
Pierwotnie Tobey Maguire chciał zostać szefem kuchni jak jego ojciec, lecz za namową matki, która zaoferowała mu 100 dolarów wybrał ostatecznie aktorstwo. Zadebiutował w programie On Location with Rodney Dangerfield, gdzie wygłosił dwie linijki tekstu. Podczas kręcenia zdjęć do filmu Spokojnie, tatuśku poznał Leonardo DiCaprio, z którym się zaprzyjaźnił i ponownie spotkał go na planie dramatu Michaela Catona-Jonesa Chłopięcy świat (This Boy’s Life, 1993).
Przełomem w jego karierze okazał się serial Great Scott!, dzięki któremu zyskał uznanie widzów i krytyków. Po raz pierwszy zagrał główną rolę w komedii fantasy Zemsta Czerwonego Barona (Revenge of the Red Baron, 1994) obok Mickeya Rooneya, Laraine Newman i Cliffa De Younga. Maguire kojarzy się większości jako odtwórca głównej roli w filmie Spider-Man (2002) i jego dwóch kontynuacjach.
W grudniu 2021 pojawił się w filmie Spider-Man: Bez drogi do domu, jako Spider-Man z innego uniwersum.

## Życie prywatne
3 września 2007 poślubił Jennifer Meyer, z którą ma dwójkę dzieci: córkę Ruby Sweetheart (ur. 10 listopada 2006) i syna Otisa Tobiasa (ur. 8 maja 2009). Jednak w 2017 doszło do rozwodu.

## Filmy fabularne
- 1989: Rodney Dangerfield: Opening Night at Rodney’s Place jako Chłopak nr 3
- 1989: Czarodziej (The Wizard) jako Lucas’ goon at video armageddon
- 1990: Tales from the Whoop: Hot Rod Brown Class Clown jako Hot Rod Brown
- 1993: Chłopięcy świat (This Boy’s Life) jako Chuck Bolger
- 1994: Healer jako Nastolatek
- 1994: Cholerny świat (S.F.W.) jako Al
- 1994: Powrót na pole walki (Spoils of War) jako Martin
- 1994: O życie dziecka (A Child’s Cry for Help) jako Peter Lively
- 1994: Zemsta Czerwonego Barona (Revenge of the Red Baron) jako Jimmy Spencer
- 1995: Empire Records jako Andre (sceny usunięte)
- 1996: Duke of Groove jako Rich Cooper
- 1996: Przejażdżka (Joyride) jako J.T.
- 1997: Przejrzeć Harry’ego (Deconstructing Harry) jako Harvey Stern
- 1997: Burza lodowa (The Ice Storm) jako Paul Hood
- 1998: Las Vegas Parano (Fear and Loathing in Las Vegas) jako Autostopowicz
- 1998: Miasteczko Pleasantville (Pleasantville) jako David / Bud Parker
- 1999: Przejażdżka z diabłem (Ride with the Devil) jako Jake Roedel
- 1999: Wbrew regułom (The Cider House Rules) jako Homer Wells
- 2000: Cudowni chłopcy (Wonder Boys) jako James Leer
- 2001: Psy i koty (Cats & Dogs) jako Lou (głos)
- 2001: Don’s Plum jako Ian
- 2002: Spider-Man jako Peter Parker / Spider-Man
- 2003: Niepokonany Seabiscuit (Seabiscuit) jako Red Pollard
- 2004: Spider-Man 2 jako Peter Parker / Spider-Man
- 2006: Dobry Niemiec (The Good German) jako Tully
- 2007: Spider-Man 3 jako Peter Parker / Spider-Man
- 2009: Beyond All Boundaries jako szeregowiec George Strang (głos)
- 2009: Bracia (Brothers) jako Sam Cahill
- 2011: The Details jako Jeff Lang
- 2013: Wielki Gatsby (The Great Gatsby) jako Nick Carraway
- 2014: Pionek (Pawn Sacrifice) jako Bobby Fischer
- 2021: Spider-Man: Bez drogi do domu[12] jako Peter Parker / Spider-Man
- 2022: Babilon (Babylon) jako James McKay

## Seriale tv
- 1990: 1st & Ten jako Chad
- 1991: Blosson jako chłopiec
- 1991: Roseanne jako Jeff
- 1991: Jake and the Fatman jako Terry Fitzroy
- 1991: Eerie, Indiana (Eerie, Indiana) jako Tripp McConnell
- 1992: Wild & Crazy Kids
- 1992: Great Scott! jako Scott Melrod
- 1994: Strażnik Teksasu[13] jako Duane Parsons - odc.16 (sez. 2) – syn marnotrawny
- 1996: Tracey bierze na tapetę... (Tracey Takes On...) jako Sonny
- 1996: W szponach szaleństwa [14] jako Chuck Borchardt
- 2014: Bogaci i rozpustni (The Spoils of Babylon) jako Devon Morehouse
- 2022: Extrapolations jako Nic

## Producent
- 2002: 25. godzina (25th Hour)
- 2003: Whatever We Do
- 2003: Niepokonany Seabiscuit (Seabiscuit, producent wykonawczy)
- 2010: The Hungry Rabbit Jumps
- 2010: Love Don’t Let Me Down

## Gry komputerowe
- 2007: Spider-Man 3 jako Peter Parker/Spider-Man (głos)